# Vladajuća klasa
Vladajuća klasa je izraz kojim se opisuju pojedinci i društvene grupe koji u nekom društvu ili državi imaju institucionalni ili vaninstitucionalni monopol na vlast, odnosno na donošenje političkih odluka.
Koncept vladajuće klase je posebno postao popularan zahvaljujući marksističkom shvatanju istorije civilizacije kao istorije klasnih borbi, odnosno teze da su sva društva nakon prvobitne zajednice bila oštro podijeljena na vladajuću i potlačenu klasu. Marksisti su tako kao vladajuću klasu definisali u odnosu na vlasništvo nad sredstvima za proizvodnju. U  robovlasništva su tako identificirali robovlasnike, u feudalizmu plemstvo, a u kapitalizmu buržoaziju. U socijalizmu bi, po marksističkoj doktrini, radnička klasa, odnosno proletarijat, trebalo da bude vladajuća klasa te postupno sprovesti stvaranje besklasnog društva.
Marksistički koncept vladajuće klase je postao predmetom kritika od strane desnih autora liberalne, odnosno građanske orijentacije, s obzirom da je od 19. do 20. vijeka većina država — formalno ili stvarno — uvela jednakost građana, pa ne postoje formalne vladajuće klase, a društvena mobilnost omogućava da te klase ne budu jasno i nedvosmisleno određene kao u prošlosti.
Nadalje, iskustva 20. vijeka takođe ukazuju da se marksistički i ekonomski određeni kriteriji za pripadnost vladajućoj klasi ne mogu primijeniti na određena društva i sisteme gdje je postojala ili postoji ograničena grupa ljudi koja bi odgovarala klasičnom opisu vladajuće klase. To se, na primjer, odnosi na nomenklaturu u komunističkim državama, sveštenstvo u teokratskim državama ili tzv. političku klasu u mnogim demokratskim državama.